# Tercera Flota de los Estados Unidos
La Tercera Flota de los Estados Unidos (del inglés: United States Third Fleet)  es una de las flotas que la Armada de los Estados Unidos mantiene en activo en la actualidad. El área de responsabilidad de la tercera flota incluye aproximadamente cincuenta millones de millas cuadradas, la zona este y septentrional del océano Pacífico incluyendo el mar de Bering, Alaska, las islas Aleutianas y un sector del océano Ártico.

## Historia
La Tercera Flota fue formada originalmente durante la Segunda Guerra Mundial el 15 de marzo de 1943 bajo el mando del almirante William F. Halsey. Sus jefaturas terrestres en Pearl Harbor, Hawái, fueron establecidas el 15 de junio de 1944. La flota operó en y alrededor de las islas Salomón, las Filipinas, Taiwán, Okinawa y de las islas Ryukyu con el buque USS New Jersey y (desde mayo de 1945 al final de la guerra), el USS Missouri como su buque insignia. También operó en las aguas japonesas que ponían en marcha ataques contra Tokio, en la base naval en Kure y en la isla de Hokkaido.
Las naves de la Tercera Flota también constituyeron la base para la Quinta Flota, la cual fue designada como la Gran Flota Azul bajo el mando del almirante Raymond Spruance. 
Embarcado a bordo de su buque insignia USS Missouri, el almirante Halsey dirigió su flota a la bahía de Tokio el 29 de agosto de 1945. El 2 de septiembre, los documentos para la entrega del imperio japonés que terminaban la guerra fueron firmados en su cubierta. La Tercera Flota permaneció en aguas japonesas hasta finales de septiembre cuando se le ordenó navegar hacia la costa oeste de los Estados Unidos. El 7 de octubre de 1945 la Tercera Flota fue dada de baja y designada como Flota de Reserva.
El 1 de febrero de 1973, tras una reorganización de la Flota del Pacífico, la Tercera Flota fue dada de alta reanudando sus servicios y asumió los deberes de la ex Primera Flota y de la Fuerza de Guerra Antisubmarina del Pacífico situada en la isla de Ford, Hawái. La Tercera Flota entrena a las fuerzas navales para el despliegue en ultramar y evalúa el estado de la tecnología para el uso de la flota. Además, la Tercera Flota podría implementarlo en caso de un mayor conflicto.
El 26 de noviembre de 1986, el comandante de la Tercera Flota, a bordo del USS Coronado, movió su bandera a su cuartel general en tierra para reanudar su condición como comandante de la flota por primera vez desde la Segunda Guerra Mundial. En agosto de 1991, el comandante de la Tercera Flota, su personal y la nave USS Coronado cambiaron su puerto a San Diego, California. En septiembre de 2003, el comandante de la Tercera Flota cambió su bandera de la nave del comando USS Coronado a la sede en tierra en Point Loma, San Diego, California.

## Operaciones en curso
A la Tercera Flota de los EE. UU. se le asigna un número de misiones y de responsabilidades. La misión principal de la Tercera Flota es la de disuadir conflictos, pero en caso de una guerra general, conducirá rápidas y sostenidas operaciones de combate en el mar para llevar a cabo la estrategia de la Flota del Pacífico en el escenario. Estas operaciones serán bien ejecutadas al principio y a continuación en un conflicto para llevar a cabo la misión principal de guerra de la Tercera Flota -la defensa de los accesos del mar occidental a los Estados Unidos, incluyendo Alaska y las islas Aleutianas. [cita requerida]Los principales medios para llevar a cabo estas misiones son cinco portaaviones de la clase Nimitz adjuntos [cita requerida] a la Tercera Flota:
- USS Nimitz (CVN-68)
- USS Carl Vinson (CVN-70)
- USS Abraham Lincoln (CVN-72)
- USS John C. Stennis (CVN-74)
- USS Ronald Reagan (CVN-76)

Además, la Tercera Flota está designada como Comandante de una Fuerza de Tarea Conjunta (JTF por sus siglas en inglés). Como tal, al comandante y su personal se le puede asignar responsabilidades de mando de las fuerzas conjuntas de los EE. UU. desplegadas en respuesta a un evento específico o contingencia. Como tal, el comandante de la JTF informa a través de una cadena de mando conjunta a un comandante unificado. El Comandante del Comando del Pacífico de EE. UU. es el comandante unificado en el escenario del Pacífico.
En tiempos de paz, la Tercera Flota entrena continuamente a las fuerzas de Marines y de Infantería para su misión de guerra expedicionaria. De acuerdo con el concepto estratégico del Departamento de la Marina “Adelante … desde el mar”, estas fuerzas proporcionan la flexibilidad y la respuesta inmediata necesaria para reaccionar a cualquier crisis emergente desde misiones humanitarias y pacificadoras hasta grandes conflictos regionales. Estas fuerzas están preparadas para dar la primera respuesta crítica en una transición entre las operaciones en tiempos de paz y las tensiones regionales.
Si es necesario, estas fuerzas tienen el poder y la capacidad necesarias para establecer y mantener un punto de apoyo inicial para permitir que operaciones conjuntas más grandes sigan a gran escala en caso de que se dé un conflicto mayor. Por último, cuando se resuelve el conflicto, las fuerzas navales expedicionarias permanecen en la escena para ayudar a fomentar la paz y garantizar su cumplimiento.
El entrenamiento de la Tercera Flota ha sido diseñado para asegurar que el despliegue de las fuerzas esté totalmente preparado para las operaciones conjuntas. Todo el entrenamiento se realiza dentro de un ambiente en común, empleando la terminología, la doctrina, los procedimientos de mando y el control en común, para asegurar que las fuerzas estén listas para unirse con otras ramas de las Fuerzas Armadas bajo una estructura de mando conjunto.

## Unidades
- CTF-30 	Fuerza de Batalla 	N/A
- Task Force 31 	Fuerza de Comando y Coordinación	N/A
- CTF-32 	Fuerza Preparada	N/A
- CTF-33 	Fuerza de Apoyo Logístico	N/A
- CTF-34 	Escenario de la Fuerza ASW	Pearl Harbor, HI[3]
- CTF-35 	Fuerza Combatiente en la Superficie
- CTF-36 	Fuerza Anfibia
- CTF-37 	Fuerza de Transporte
- CTF-39 	Fuerza de Desembarco